# 那诺乡
那诺乡，旧作那婼乡，是中华人民共和国云南省玉溪市元江哈尼族彝族傣族自治县下辖的一个乡镇级行政单位。

## 词源
“那诺”是哈尼语“拉朗”的误译，“拉”为“来”，“朗”为“村”，意为别处迁徙来的村寨。

## 行政区划
那诺乡下辖以下地区：
那诺社区、朗树村、哈施村、打芒村、猪街村和者党村。